# Chrysolina bienkowskii
Chrysolina bienkowskii é uma espécie de artrópode pertencente à família Chrysomelidae.